# 比弗鎮區 (阿肯色州卡羅爾縣)
比弗鎮區（英語：Beaver Township）是位於美國阿肯色州卡羅爾縣的一個行政鎮區。

## 地方資料
根據2010年美國人口普查的數據，比弗鎮區的面積為64.70平方千米，當中陸地面積為61.44平方千米，而水域面積為3.26平方千米。當地共有人口1787人，而人口密度為每平方千米27人。